# Вяр
Вяр (пол. Wiar, укр. Вігор, В'яр) — река в юго-восточной Польше и на западной Украине. Правый приток Сана (бассейн Вислы).
Длина реки — 70,4 км (по другим данным — 66 км), из которых 59,1 км в Польше, 11,3 км на Украине. Площадь бассейна 798,2 км². Долина реки корытообразная, средняя ширина 500 м. Русло шириной 4-6 м. (в верхнем течении), с многочисленными перекатами и заводями; встречаются старицы. Дно в основном каменистое (галька). Уклон реки 4,9 м/км. Питание преимущественно дождевое (в дождливые периоды пойма затапливается, бывают весьма разрушительные паводки). Замерзает в декабре, вскрывается в конце февраля — начале марта.
Вяр берёт начало в горах (Восточные Карпаты) на территории Польши, на северном склоне горы Бранцова у деревни Юречкова. Течёт сначала на северо-запад, потом на север, потом поворачивает на восток. По территории Украины течёт преимущественно на северо-восток, в нижнем течении — на северо-запад и север. На территорию Украины река входит южнее посёлка Нижанковичи, а у села Циков снова пересекает украинско-польскую границу. Впадает в Сан на восточной окраине города Пшемысль (Польша).
Притоки: Поток-Малиновски, Бухта, Малая Вырва, Вырва, Залесье, Быбыска, Млынуска, Сапотнак, Каменка, Ямнинка, Ломна, Мшанец, Климувка, Сенковец, Тучаньски.
На берегах Вяра в 1099 года состоялась битва между войсками галицких князей и войском венгерского короля Коломана (Битва на Вагре).
Украинское название реки Вигор означает крутая, порывистая. Чешский историк Любор Нидерле считал, что, возможно, название Вяр кельтского происхождения.